# Scirocco

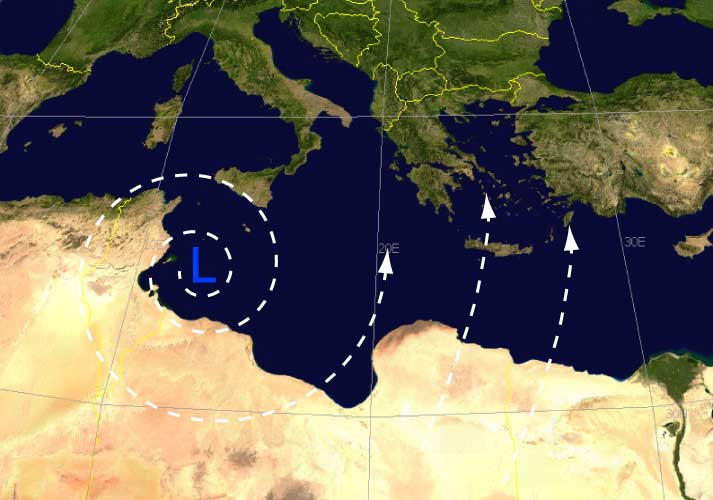
Der Scirocco und seine Entstehung

Der Scirocco [ʃiˈrɔkko] (auch Sirocco, Schirokko oder Scilocco) ist ein heißer Wind aus südlichen bis südöstlichen Richtungen, der von der Sahara in Richtung Mittelmeer weht. Er ist ein gleichmäßiger, heißer Wüstenwind, der oft im Frühjahr, frühen Sommer und Herbst weht. In Extremfällen können Geschwindigkeiten eines tropischen Wirbelsturmes erreicht werden.

## Grundlagen
Er entsteht durch die Druckdifferenz zwischen kühlen Tiefdruckgebieten in Südeuropa und der heißen Luft über der Sahara. Auch zentralmediterrane subtropische Zyklone und typische Genua-/Adriatiefs (V-Wetterlage) können den Aktionskern bilden. Je größer der Temperaturunterschied ist, desto stärker wird der Scirocco. Der Scirocco ist über Afrika trocken, nimmt aber über dem Mittelmeer Feuchtigkeit auf, die unter Umständen in den europäischen Mittelmeerländern abregnet.

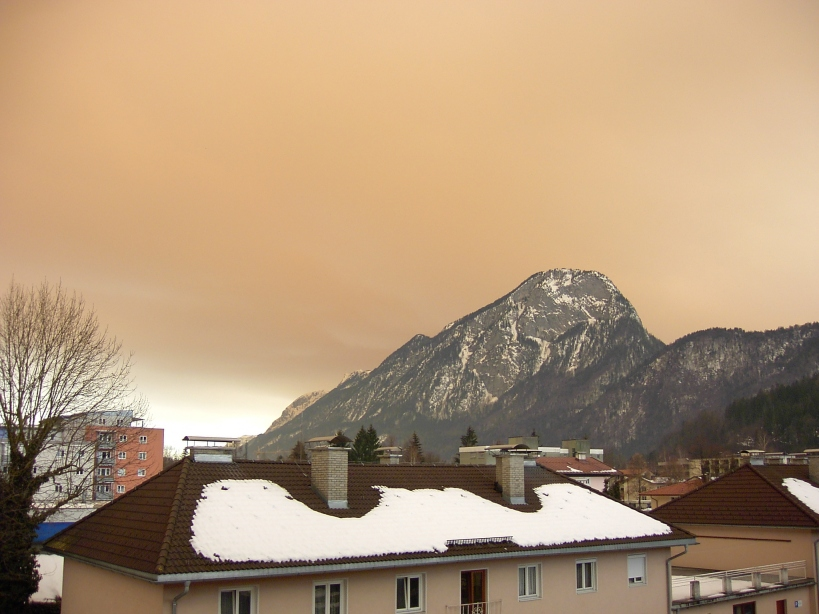
Saharastaub über Kufstein/Tirol am 22. Februar 2004

Wegen seiner Entstehung über der Wüste führt der Scirocco große Mengen Sandstaub mit sich, wodurch die Luft eine gelblich-rötlich-bräunliche Färbung bekommt. Die Sichtweite kann dabei auf unter einen Kilometer sinken und der Sturm den Charakter eines Sandsturms annehmen.
Der mitgeführte Sand lagert sich auch auf alpinen Gletschern ab, was zu einer sichtbaren Braunfärbung der Schneeoberfläche und somit zur Verringerung der Albedo (Rückstrahlkraft) und zu einer verstärkten Ablation führt.
Allerdings ist der Scirocco nicht allein für den Rückgang der europäischen Gletscher verantwortlich, da diese Schichten auch wieder mit weißem Schnee bedeckt werden können (Akkumulation) und auch andere Faktoren mit einfließen.
Die abgelagerten Stäube können partiell durch Eisbohrkerne wiedergewonnen werden und so Aufschluss über die klimatischen Verhältnisse der letzten Jahrhunderte geben.

## Zur Benennung
Der Scirocco hat je nach Region verschiedene Namen:
| Land              | Bezeichnung                                    |
| ----------------- | ---------------------------------------------- |
| Italien           | Scirocco                                       |
| Malta             | Xlokk                                          |
| Spanien           | Lebeche oder Leveche                           |
| Kanarische Inseln | Calima                                         |
| Katalonien        | Xaloc                                          |
| Griechenland      | Sirokos (gr. σιρόκος)                          |
| Türkei            | Sirokko, Siroko                                |
| Albanien          | Shrokë, Shroka                                 |
| Kroatien          | Jugo („Südwind“)                               |
| Montenegro        | Jugo                                           |
| Frankreich        | Sirocco                                        |
| Tunesien          | Chehili                                        |
| Nordafrika        | Chergui, Chili, Gibli (Libyen), Chamsin, Samum |